# NGC 7684
NGC 7684 é uma galáxia espiral (S0-a) localizada na direcção da constelação de Pisces. Possui uma declinação de +00° 04' 53" e uma ascensão recta de 23 horas, 30 minutos e 32,0 segundos.
A galáxia NGC 7684 foi descoberta em 5 de Outubro de 1863 por Albert Marth.